# Pyotr Kapitsa
Pyotr Leonidovich Kapitsa (Kronstadt, 9 de julho de 1894 — Moscou, 8 de abril de 1984) foi um físico russo.

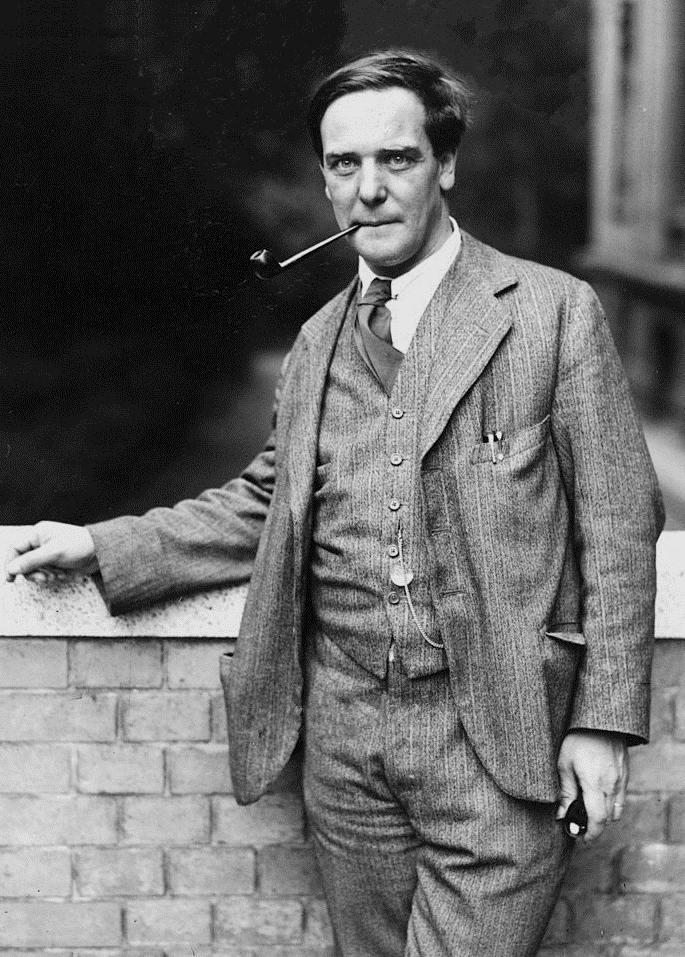
Kapitsa na década de 1930

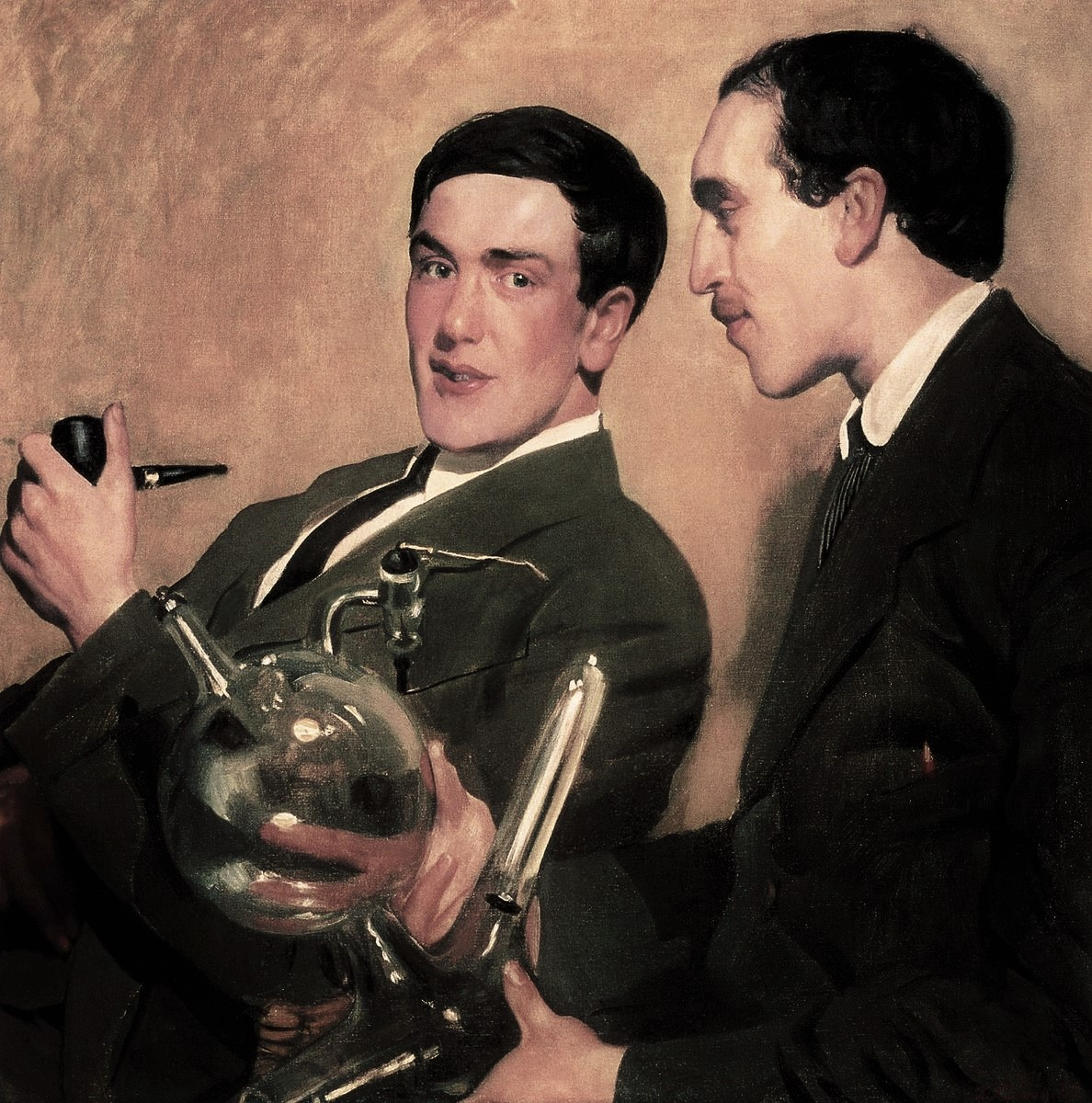
Kapitsa (esquerda) com Nikolay Semyonov

Recebeu o Nobel de Física de 1978, por invenções básicas e descobertas na área da física de baixas temperaturas.